# Símbolos olímpicos

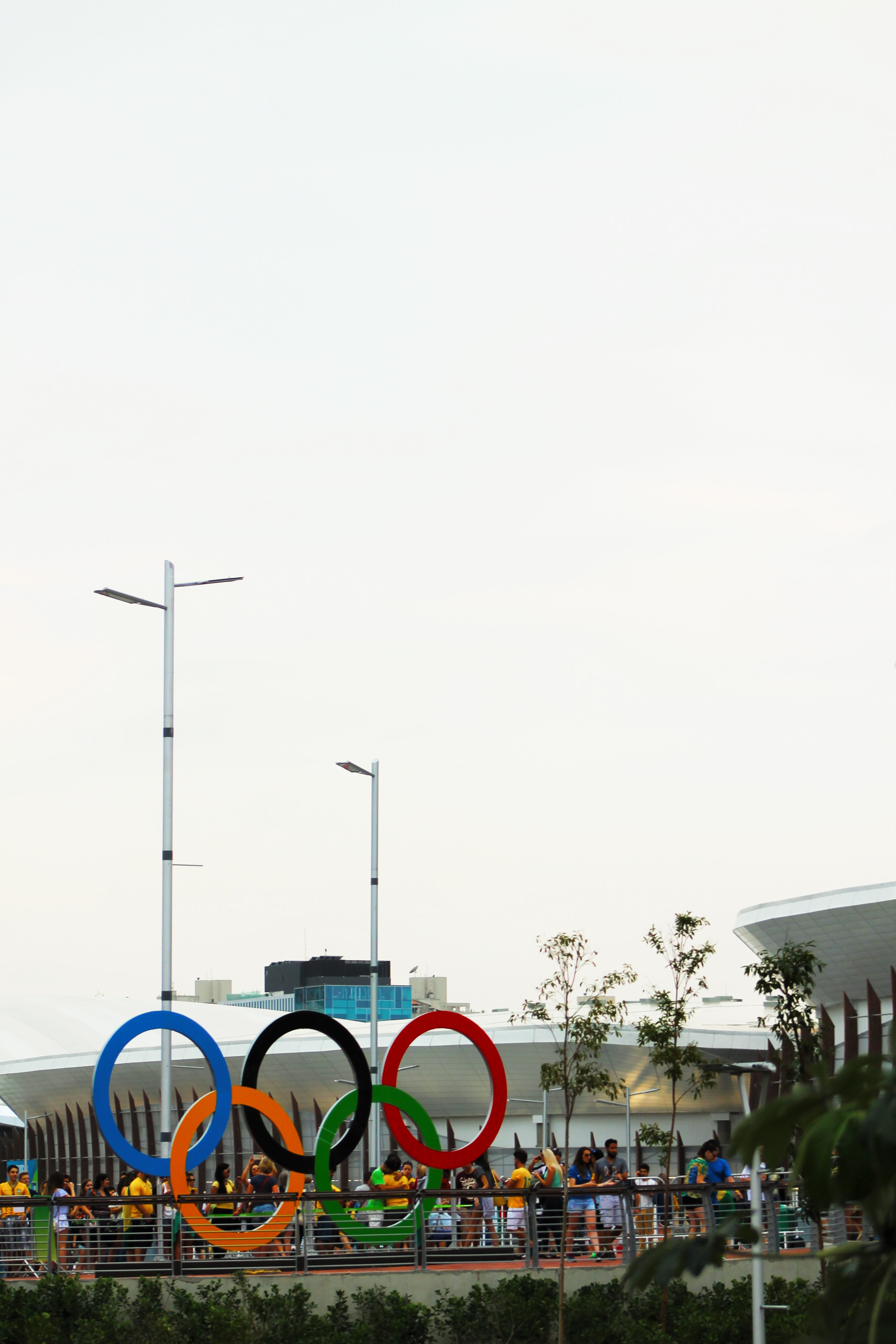
Anillos olímpicos.

Los Símbolos Olímpicos son los íconos, banderas y símbolos utilizados por el Comité Olímpico Internacional para exaltar los Juegos Olímpicos. Algunos (como la llama, el trompeteo y la canción) son más comunes durante las competiciones olímpicas, pero otros, como la bandera, pueden ser vistas a lo largo del año.

## Lema
El lema olímpico es el ˞˞hendiatris «Citius, Altius, Fortius», que es la voz latina para «Más rápido, más alto, más fuerte». Fue propuesto por Pierre de Coubertin sobre la creación del Comité Olímpico Internacional en 1894.
Coubertin lo tomó prestado de su amigo Henri Didon, un sacerdote dominico que era un atleta entusiasta.
Coubertin dijo "Estas tres palabras representan un programa de belleza moral. La estética del deporte es intangible." El lema fue introducido en 1924 en Juegos Olímpicos disputados en París.
Un más informal pero bien sabido lema, también introducido por Coubertin, es "¡La cosa más importante no es ganar sino participar!" Coubertin consiguió este lema de un sermón dado por el Obispo de Pensilvania durante los Juegos de Londres de 1908.